# Slutsk
Slutsk (belarusiska: Слуцк) är en stad i Minsks voblast i centrala Belarus. Slutsk, som för första gången nämns i ett dokument från år 1116, hade 62 226 invånare år 2016.

## Historia

### Andra världskriget
Kort efter det tyska anfallet på Sovjetunionen i juni 1941 erövrades Slutsk av tyska trupper. 11:e Reservpolisbataljonen, som var underställd Wehrmachts 707:e Infanteridivision, förövade i slutet av oktober 1941 i området kring Slutsk och Kletsk en massaker på 5 900 judar.

## Sport
- FK Slutsk fotbollsklubb;
- Gradski stadion, (kapacitet: 1.896)